# 安寧史
《安寧史》（察合台语： Ta'rikh i Amniye）是一本敘述新疆地區的史書，完成於1903年，值回曆1321年，清光緒二十九年，作者穆萨·赛拉米是一位阿克蘇拜城地方的歷史學家，全書採用察合台文（老維文）撰寫。

## 簡述
《安寧史》撰載自蒙古時代到清朝末年，新疆地區的政治、社會、經濟及文化活動。同時也敘述了新疆的民族源流、宗教、民俗及當地的地理環境等相關資料。因為毛拉·穆薩曾先後在庫車阿訇熱西丁（Reshiduddin）的伊斯蘭地方政權，及伊斯蘭浩罕汗國入侵者阿古柏（Yakub Beg）政權的帳下任職，後來也在清朝衙門工作，《安寧史》中敘述這段時期（1860年-1880年前後）新疆的歷史，其實多數是他親身經歷的事，因此記述詳細、可信，成為研究清代新疆地區歷史的重要參考文獻。

## 成書歷程
《安寧史》原文為察合台維吾爾文寫作傳抄，成書於1903年，（目前新疆博物館仍有收藏），1905年在中亞喀山由俄國的東方學家潘圖索夫收集印刷出版維吾爾文本。
1908年毛拉·穆薩寫成安寧史的續篇《伊米德史》。